# Czesław Szachnitowski
Czesław Szachnitowski (ur. 16 czerwca 1914 w Grudziądzu, zm. 15 listopada 2015 tamże) – artysta malarz, nauczyciel, jeden z założycieli Towarzystwa Opieki nad Zabytkami, wieloletni działacz Klubu Inteligencji Katolickiej, Związku Nauczycielstwa Polskiego i grudziądzkiego Planetarium i Obserwatorium Astronomicznego, miłośnik lotnictwa.

## Życiorys
Uczęszczał do szkoły powszechnej, ukończył gimnazjum klasyczne i Państwowe Seminarium Nauczycielskie, w którym był prezesem szkolnego koła przyjaciół lotnictwa. W czasie II wojny światowej przebywał w Anglii, gdzie wstąpił do Szkoły Podchorążych Broni Pancernej w Yorkshire. Po powrocie do kraju w 1946 roku został nauczycielem w dzisiejszym II Liceum Ogólnokształcące im. Króla Jana III Sobieskiego w Grudziądzu. Uczył rysunku, a później, po ukończeniu studiów w Wyższej Szkole Pedagogicznej w Gdańsku także fizyki. Założył kółko lotnicze związane z Lotniskiem w Lisich Kątach pod Grudziądzem. Był członkiem zarządu Aeroklubu Grudziądzkiego.
Przeszedł na nauczycielską emeryturę w 1974. Mimo to uczył w kilku szkołach aż do 1982 roku.
Przed wyborami na Prezydenta RP w 2010 roku oficjalnie poparł Bronisława Komorowskiego.
Zmarł w wieku 101 lat. Został pochowany na cmentarzu parafialnym przy ul. Cmentarnej w Grudziądzu.

## Odznaczenia i wyróżnienia
Odznaczony Medalem Komisji Edukacji Narodowej, Złotą Odznaką Związku Nauczycielstwa Polskiego, Złotym Krzyżem Zasługi, Medalem Kopernika, odznakami za zasługi dla lotnictwa sportowego, dla Aeroklubu i Polskiego Towarzystwa Astronomicznego.
Uchwałą z dnia 14 września 2005 roku Rada Miejska Grudziądza nadała Czesławowi Szachnitowskiemu tytuł Honorowego Obywatela Miasta Grudziądza. Uroczyste nadanie tego tytułu odbyło się 16 października 2005 roku. 

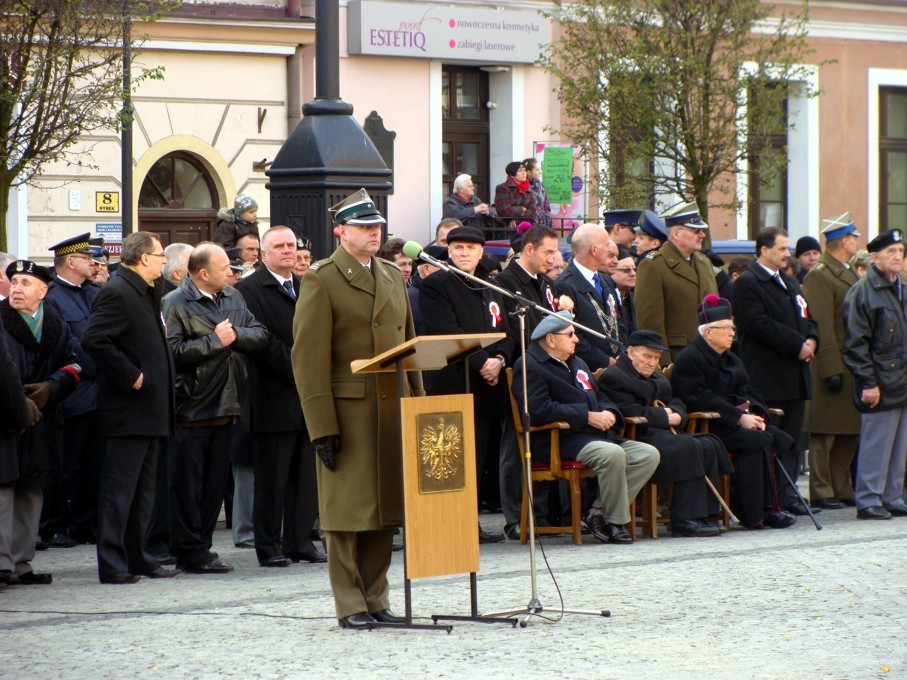
Honorowi obywatele Grudziądza na Święcie Niepodległości 2012

Od 2018 jego imię nosi ulica w Grudziądzu.